# 99式空對空飛彈
99式空對空飛彈（日語：99式空対空誘導弾），是日本航空自衛隊現役的主動雷達導引空對空飛彈，由三菱電機製造，研發代號為AAM-4｡

## 歷史
1980年代，美、英、德、法簽署了一份諒解備忘錄以合作開發新型空對空飛彈，其中美國負責開發新型主動雷達導引的AIM-120先進中程空對空飛彈，以取代中程半主动雷达制导的AIM-7麻雀飛彈。1985年，鑒於主動雷達導引的先進性，日本防衛廳（現防衛省）也決定研發國產的主動雷達導引空對空飛彈，並給予AAM-4的研發代號。技術研究本部於1985至1987年著手研發主動雷達導引裝置，並在1988年至1992年間進行其他相關的研究。作為研究的成果，日本成功設計出代號XAAM-4的新中程空對空飛彈，並於1994至1996年間試生產飛彈原型，後在1995至1997年間進行技術試驗。1998年，航空自衛隊開始試射99式空對空飛彈，並於1999年正式進入量產階段。總研發經費為263億日圓。

## 性能
根據軍事技術雜誌（Military Technology）及詹式資訊集團的評估，99式空對空飛彈的自主導引距離比AA-12飛彈高了約25%，與AIM-120B空對空飛彈及AA-12PD飛彈的自主導引距離相同。

## 衍生型號

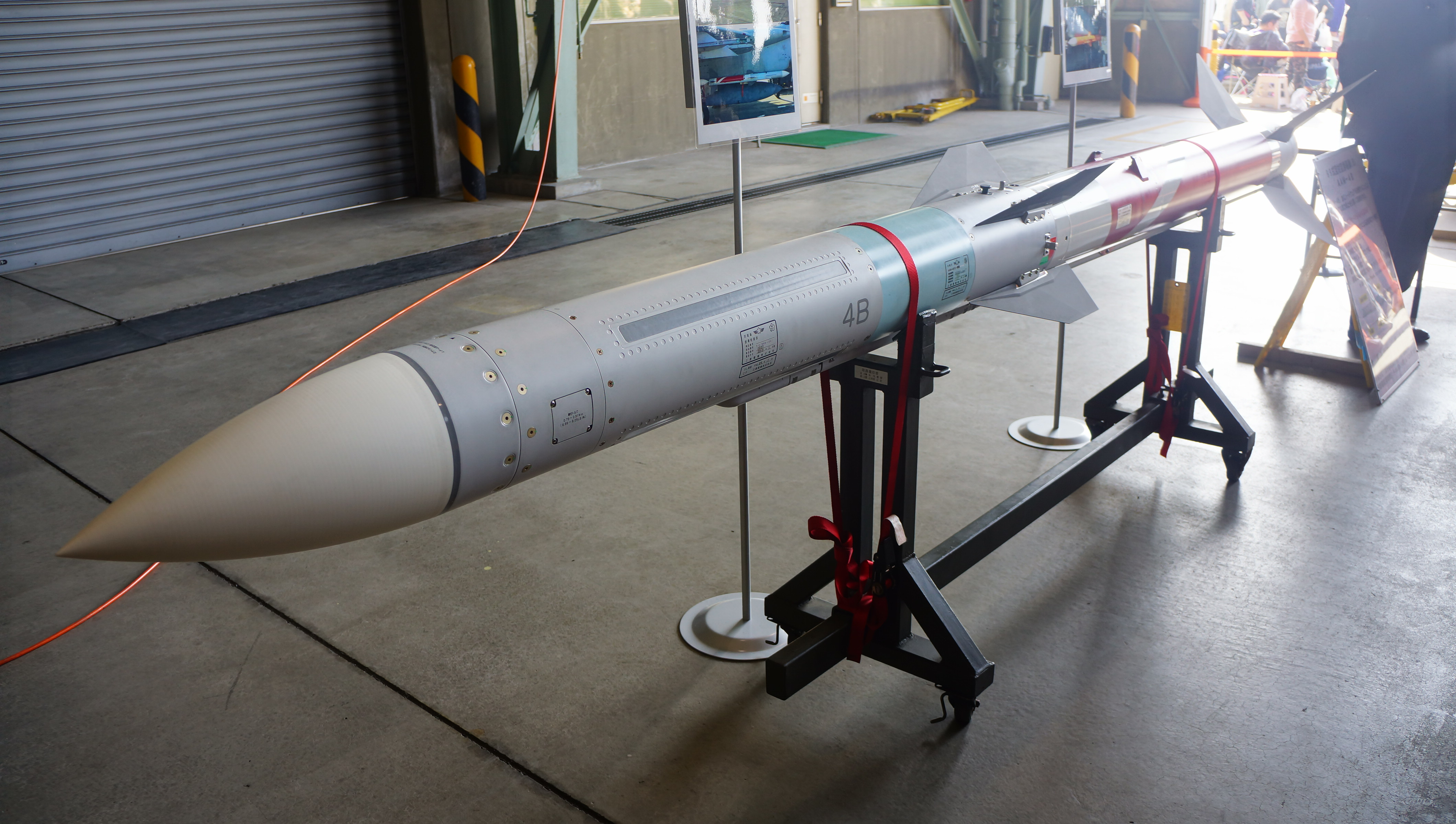
2010年推出改進型AAM-4B的飛彈原型

2001年6月至8月，技術研究本部認為現有的99式空對空飛彈將難以在2010年代繼續維持其技術的先進性，而著手進行改進型號的評估，並於2002年開始研發99式改型空對空飛彈（日語：99式空対空誘導弾（改））。此新型號飛彈的設計目的為提高其攻擊橫向機動目標、攔截巡弋飛彈、電子作戰的能力，同時提升約20%的作戰範圍、40%的自主導引距離及降低約數百萬日圓的單位成本。另外新型飛彈的導引頭將改用新型Ka波段主動電子掃描陣列雷達。2010年，該飛彈的名稱被改為99式空對空飛彈(B)，研發代號為AAM-4B。

## 使用國
- 日本
  - 航空自衛隊

99式空對空飛彈是為日本F-15J戰鬥機研發的裝備，另外2010年，日本也花費104億日圓（1.24億美元）升級36架F-2戰鬥機，使其能夠發射99式空對空飛彈。

### 引文
1. 1 2  Lake 2020，第44頁.
2. 1 2  朝雲新聞社編集局 2007，第433頁.
3. 1 2   (PDF). 日本防衛庁: 28. 13 July 2016  [2024-08-05]. （原始内容存档 (PDF)于2023-03-09） （日语）.
4. 1 2 3   (PDF): 176–177.   [2020-05-18]. （原始内容存档于2010-07-27）.
5. 1 2  . www.strategypage.com.   [5 August 2024]. （原始内容存档于2024-11-30） （英语）.
6. ↑  Gibson & Buttler 2007，第50頁.
7. ↑   (PDF). 日本防衛庁: 28. 13 July 2016  [2024-08-05]. （原始内容存档 (PDF)于2023-03-09） （日语）.
8. 1 2   (PDF).   [2010-05-26]. （原始内容 (PDF)存档于2019-08-25） （日语）.
9. ↑  : 278–279.   [6 August 2024]. （原始内容存档于2024-08-06） （日语）.
10. ↑   (PDF). 防衛省公式サイト: 9–10.   [2020-07-11]. （原始内容 (PDF)存档于2021-01-13） （日语）.
11. ↑  Perrett 2010，第29頁.
12. ↑  Fish 2024，第12頁.

### 書目
- 朝雲新聞社編集局 (编). . 朝雲新聞社. 1 July 2007. ISBN 4-7509-1027-9 （日语）.
- 青木謙知. . イカロス出版. 2018. ISBN 4-87149-749-6 （日语）.
- Fish, Tim. . Military Technology. Vol. 48 no. 2. 2024: 12–15. ISSN 0722-3226 （英语）.
- Gibson, Chris; Buttler, Tony. . Midland Publishing. 2007. ISBN 9781857802580 （英语）.
- Lake, Jon. . Military Technology. Vol. 44 no. 2. 2020: 43–45. ISSN 0722-3226 （英语）.
- Perrett, Bradley. . Aviation Week & Space Technology. Vol. 172 no. 33. 2010. ISSN 0005-2175 （英语）.

## 外部連結
- FAS AAM4（页面存档备份，存于）
- Global Security AAM4（页面存档备份，存于）